# Vesser (plaats)
Vesser is een plaats en voormalige gemeente in de Duitse deelstaat Thüringen.
Vesser werd op 1 april 1994 Stadtteil van de gemeente Suhl.

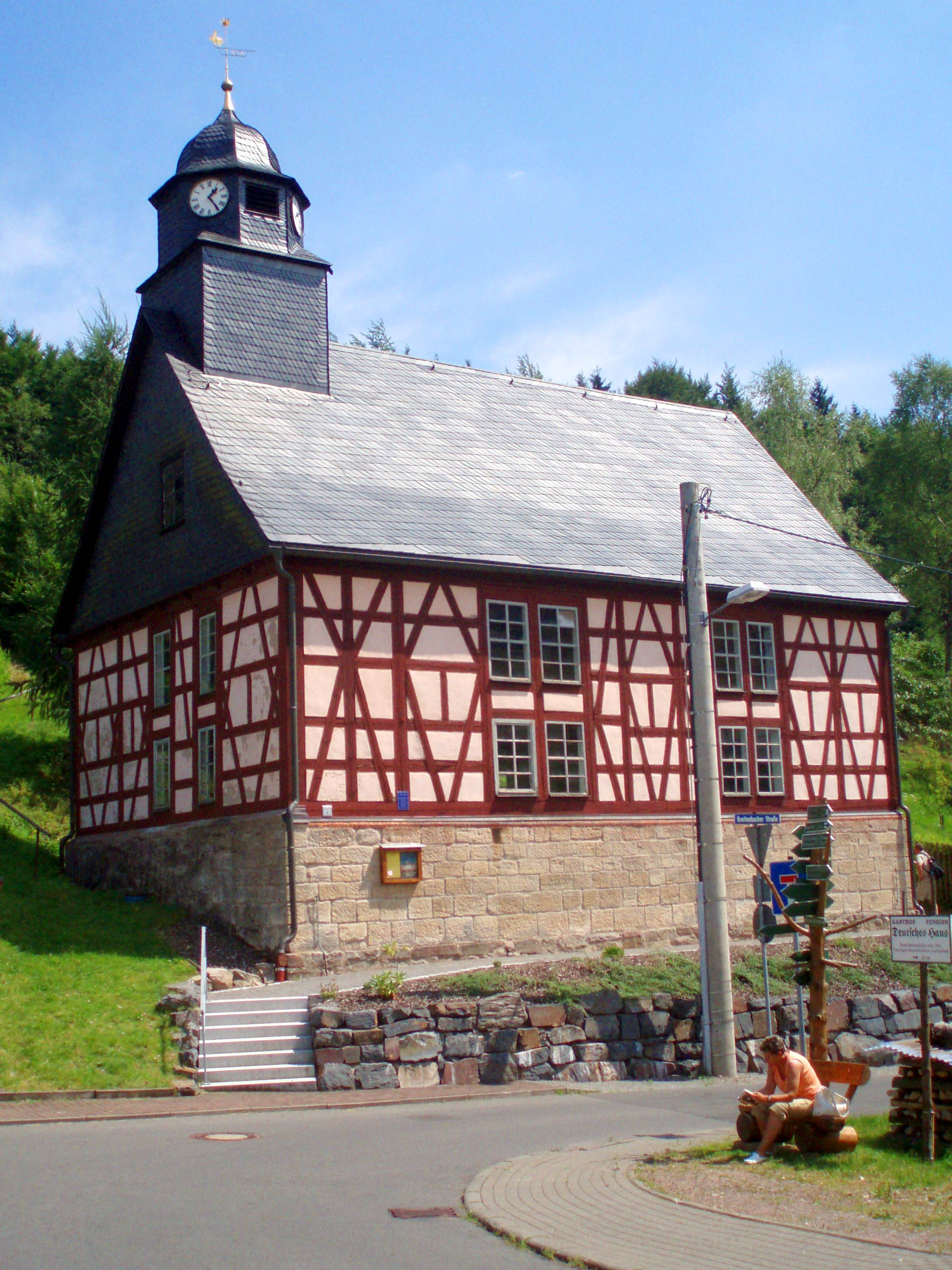
De kerk van Vesser

Albrechts · Dietzhausen · Gehlberg · Goldlauter-Heidersbach · Mäbendorf · Schmiedefeld am Rennsteig · Vesser · Wichtshausen